# Frances Denny Drake
Frances Denny Drake, född 6 november 1797, död 6 september 1875, var en amerikansk skådespelare. Hon hade en framgångsrik karriär i USA från 1815, och beskrivs som en av USA:s största scenstjärnor före Charlotte Cushman. Hon var en så kallad stjärnaktör, och uppträdde som sådan ofta som gästaktör i turnéer över hela USA, från New York till New Orleans, men främst mellan Kentucky och New Orleans. Hon var främst känd som tragedienne.